# Muzeul Național din Cracovia

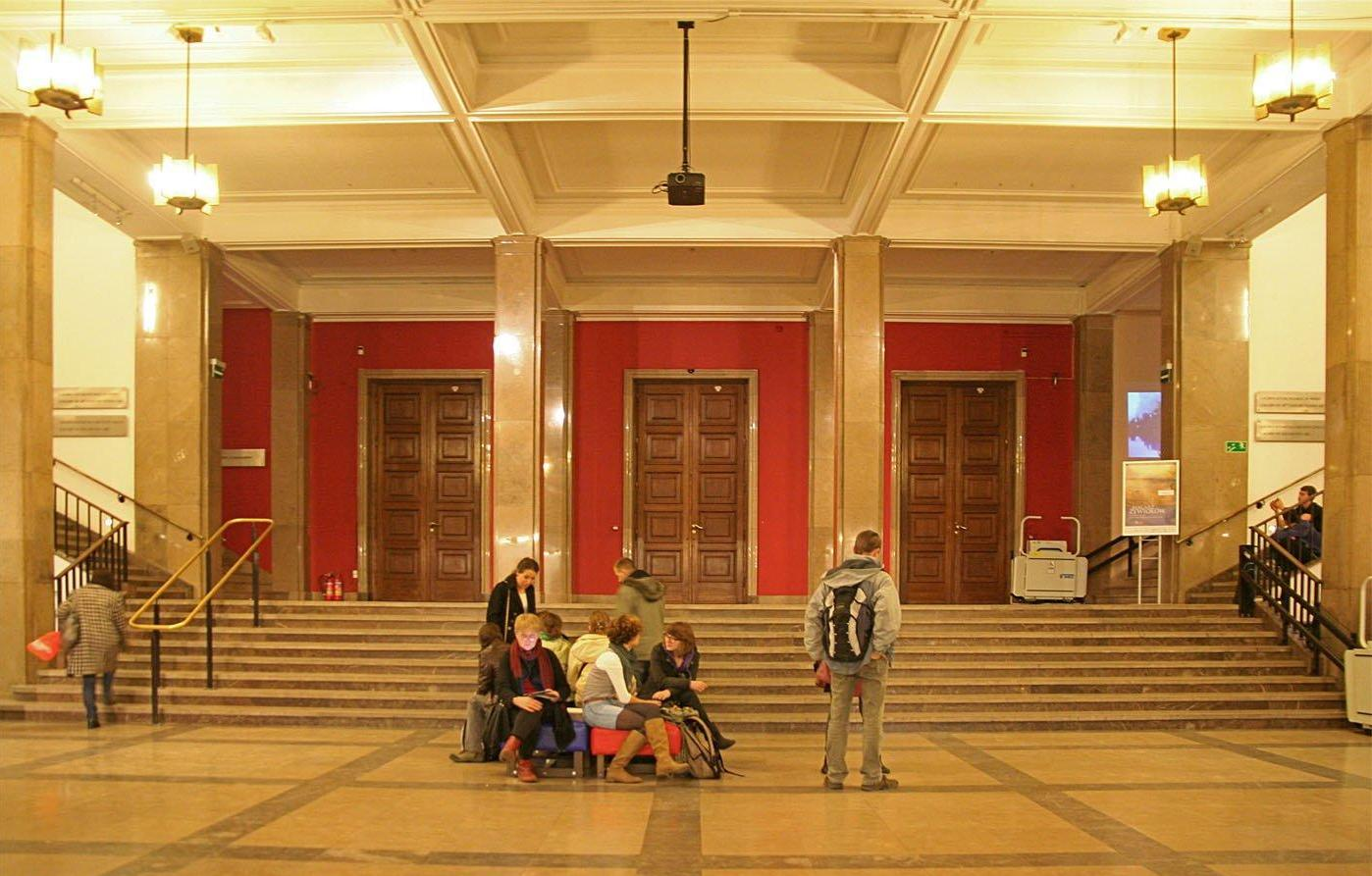
Sala Główna

Muzeul Național din Cracovia (în poloneză Muzeum Narodowe w Krakowie), Polonia, este o instituție de cultură înființată în 1879, unul dintre cele mai mari muzee din Polonia. Muzeul are 21 de departamente divizate după perioadele de artă, 11 galerii de artă, 2 biblioteci și 12 ateliere de conservare. Muzeul are aproximativ 780.000 de obiecte de artă de la arheologia clasică până la artele moderne, cu accent pe pictura poloneză.  

## Locație
Muzeul Național din Cracovia a fost găzduit pentru prima dată la etajul superior al clădirii Sukiennice, construită în stil renascentist situată în Piața principală din Orașul vechi, acum găzduiește una cele mai populare dintre diviziile sale din oraș. 
Noua clădire principală se găsește pe str. 3 Maja, construcția sa a fost începută în 1934, dar a fost întreruptă de al Doilea Război Mondial. Acesta a fost pe deplin terminat doar în 1992, după prăbușirea imperiului sovietic 
Colecțiile - compuse din mai multe sute de mii de produse în total - sunt ținute în mare parte în clădirea principală, unde se află birourile administrative, dar și în nouă dintre diviziile sale în jurul orașului. 
În timpul celui de-al Doilea Război Mondial de colecția a fost jefuită de invadatorii fasciști germani.  După război, guvernul polonez a primit multe din lucrările confiscate de germani. Încă mai mult de 1.000 de artefacte lipsesc, inclusiv lupta dintre Carnaval și Lent de Pieter Bruegel cel Bătrân (donat Muzeului în 1937 de către Stanisław Ursyn-Rusiecki) și altele, de neprețuit. 

## Colecții

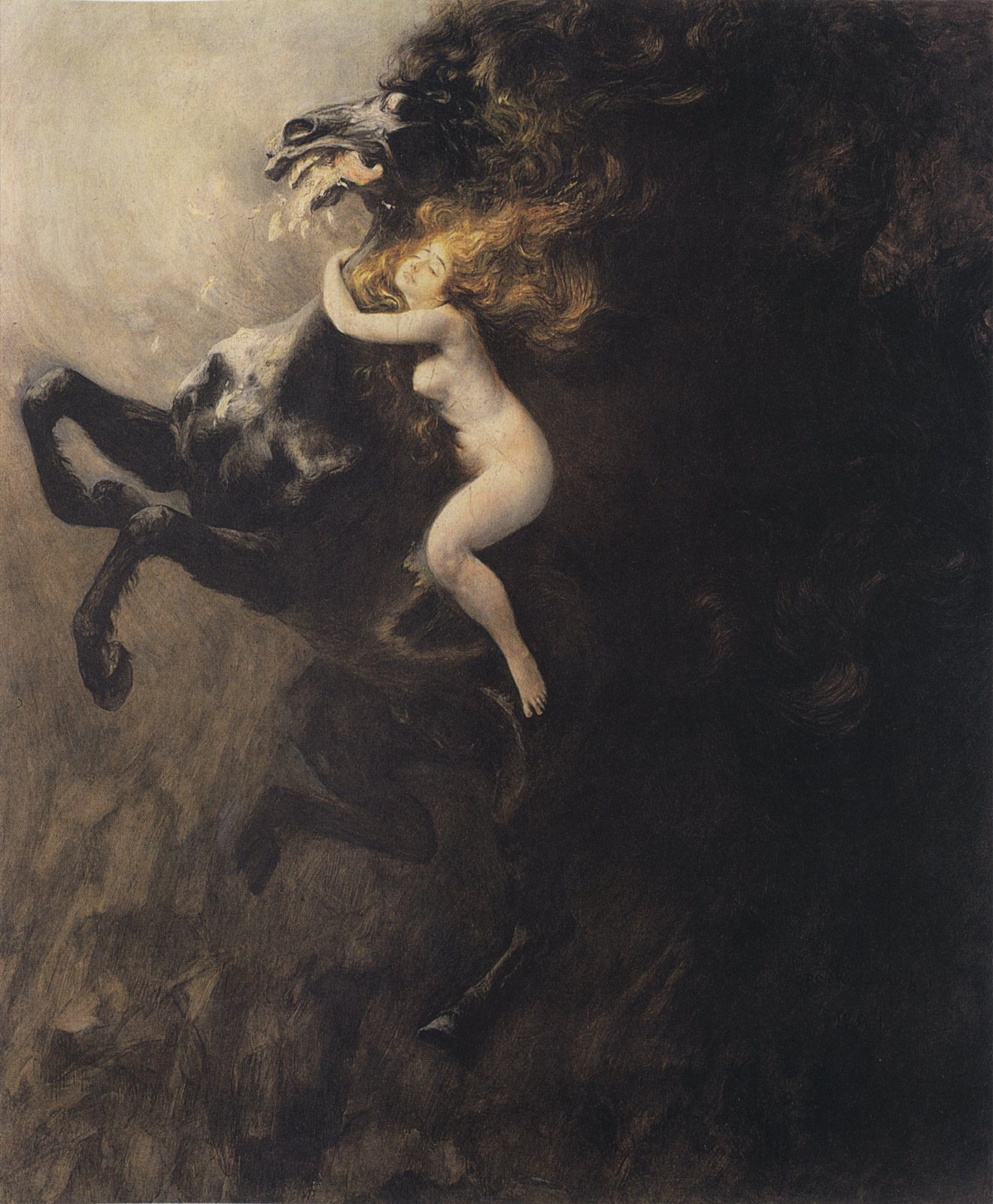
Extaz, de Władysław Podkowiński,1894

Clădirea principală are Galeria superioară recent renovată al Artei Poloneze din sec. al XX-lea, una dintre cele mai mari galerii de pictură și sculptură din secolul al IX-lea în Polonia, cu opere de artă ale faimosului Jacek Malczewski, Leon Wyczółkowski, Włodzimierz Tetmajer1; o vastă colecție de lucrări de Stanisław Wyspiański, și, de asemenea, lucrări de artiști ale perioadelor interbelice și postbelice: cubiști expresioniștii, avant-gardiști polonezi din anii 1930, precum și reprezentanți ai Noii Direcții din 1960.
Exponate militare
Clădirea principală are o colecție mare de obiecte militare de la secolul al XII-lea până la secolul al XX-lea, inclusiv armură poloneză din secolele XVI-XVII, săbii poloneze, arme de foc și șei, uniforme militare din secolele XVIII-XX, decorații militare, medalii și distincții. Exponatele muzeului mai cuprind, de asemenea, o colecție de arme din Europa de Est și de Vest. 
Arte decorative
Artele decorative sunt expuse în Galeria Arte Decorative și Meserii, conținând artefacte cu aur, argint și pietre prețioase  din secolele XII-XVIII, cupru, cositor și obiecte de fier, cum ar fi boluri și cufere din fier forjat, mobilier vechi, instrumente muzicale, ceasuri, ceramică și sticlă, sticlă în special vitralii din bisericile din Cracovia. Muzeul are una dintre cele mai mari colecții din Polonia de covoare vechi poloneze și orientale, precum și o colecție de costume din secolul al XVI-lea până în secolului al XX-lea.

## Clădirile muzeului

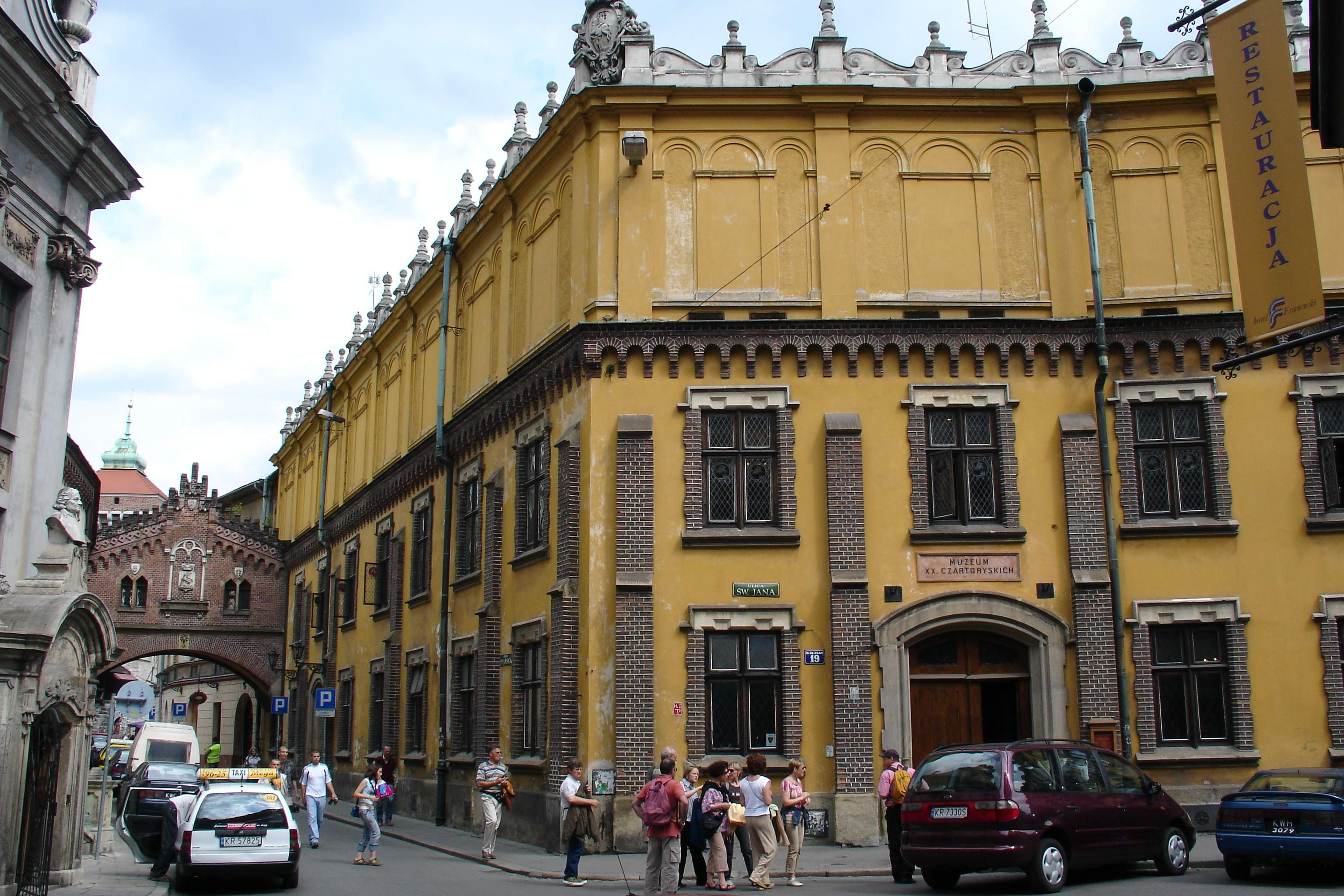
Muzeul Czartoryski

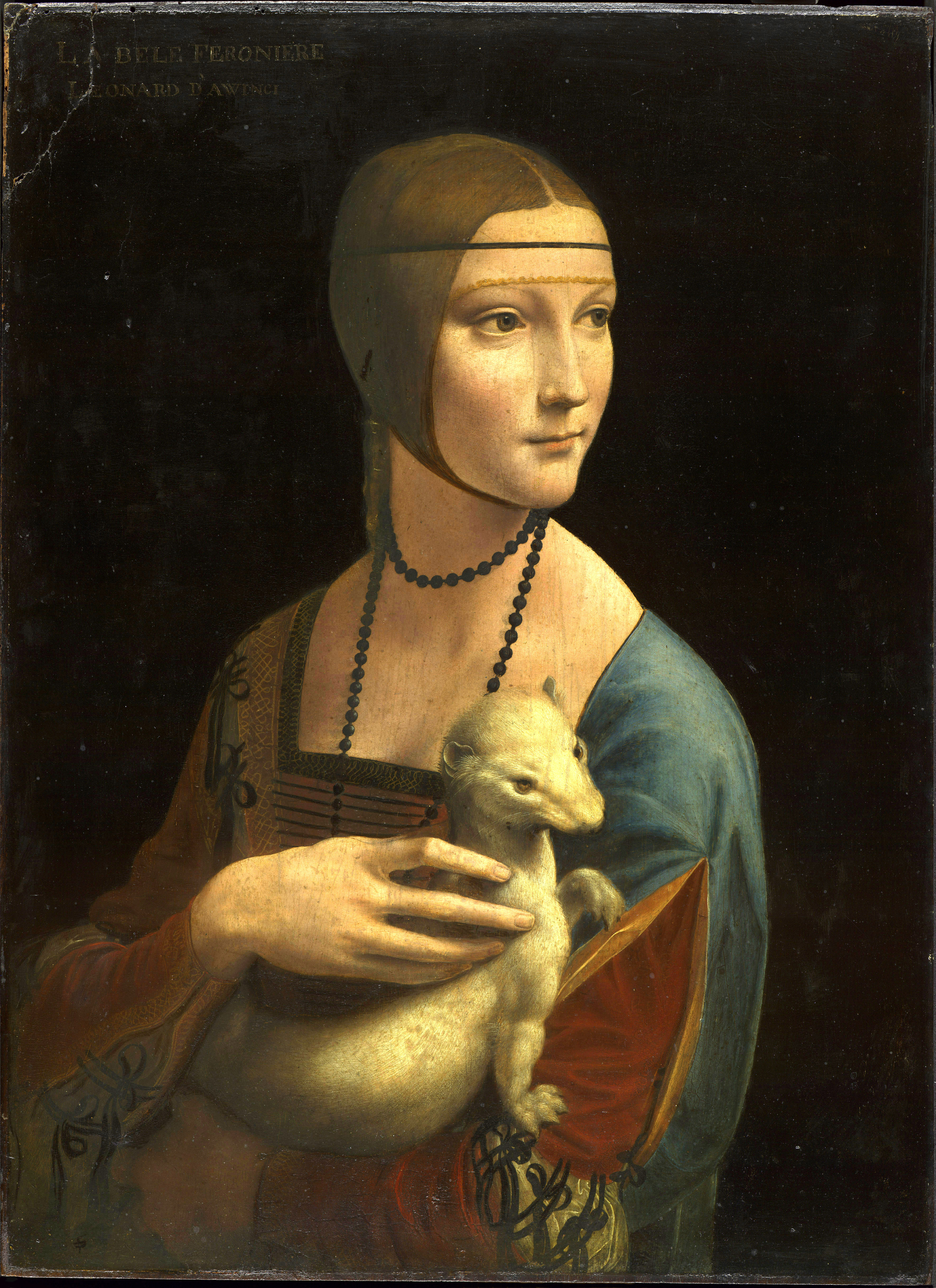
Dama cu hermină

- Clădirea principală, de pe str. 3 Maja are aproape 500 de lucrări de artiști moderni de top din Polonia.
- Muzeul Czartoryski și Arsenal, celebră în întreaga lume pentru pictura lui Leonardo,Dama cu hermină, muzeul are maeștrii vechi, inclusiv peisaj dramatic de Rembrandt.
- Muzeul Stanisław Wyspiański
- Muzeul Sukiennice  cu Galerie de Arta cu arta poloneză din secolul al IX-lea, cu unele dintre cele mai cunoscute picturi ale curentului artistic Tânăra Polonie, inclusiv sculpturi.
- Muzeul Emeryk Hutten-Czapski
- Conacul Józef Mehoffer
- Conacul Jan Matejko în Krzesławice
- Muzeul Karol Szymanowski  de la Villa Atma în Zakopane

Se pot cumpăra postere din magazinul de suveniruri de la intrare.
Program de funcționare: zilnic exceptând luni.
- marți, joi  10am-4pm
- miercuri, vineri, sâmbătă: 10am-7pm
- duminică: 10am-3pm